# Mycalesis velutina
Mycalesis velutina är en fjärilsart som beskrevs av Ungemach 1932. Mycalesis velutina ingår i släktet Mycalesis och familjen praktfjärilar. Inga underarter finns listade i Catalogue of Life.